# Wiesenthau (Adelsgeschlecht)

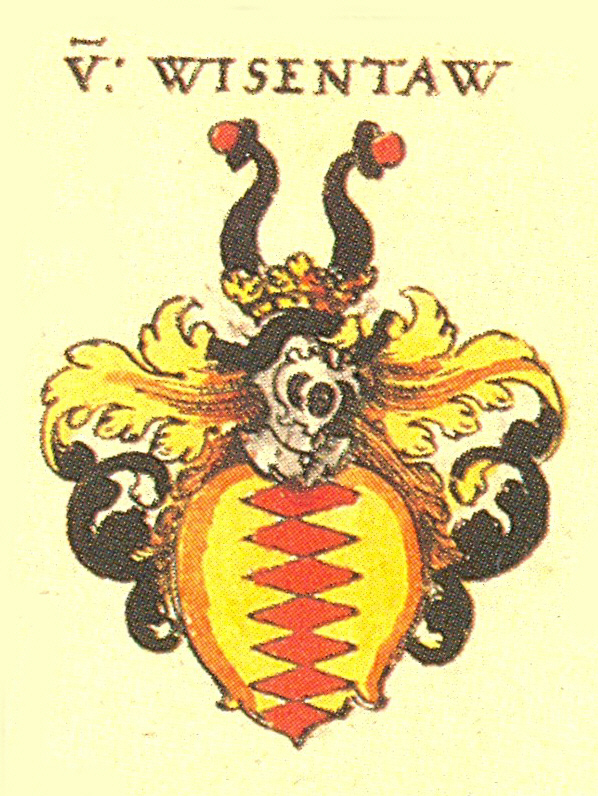
Wappen der Familie von Wiesenthau nach Siebmachers Wappenbuch

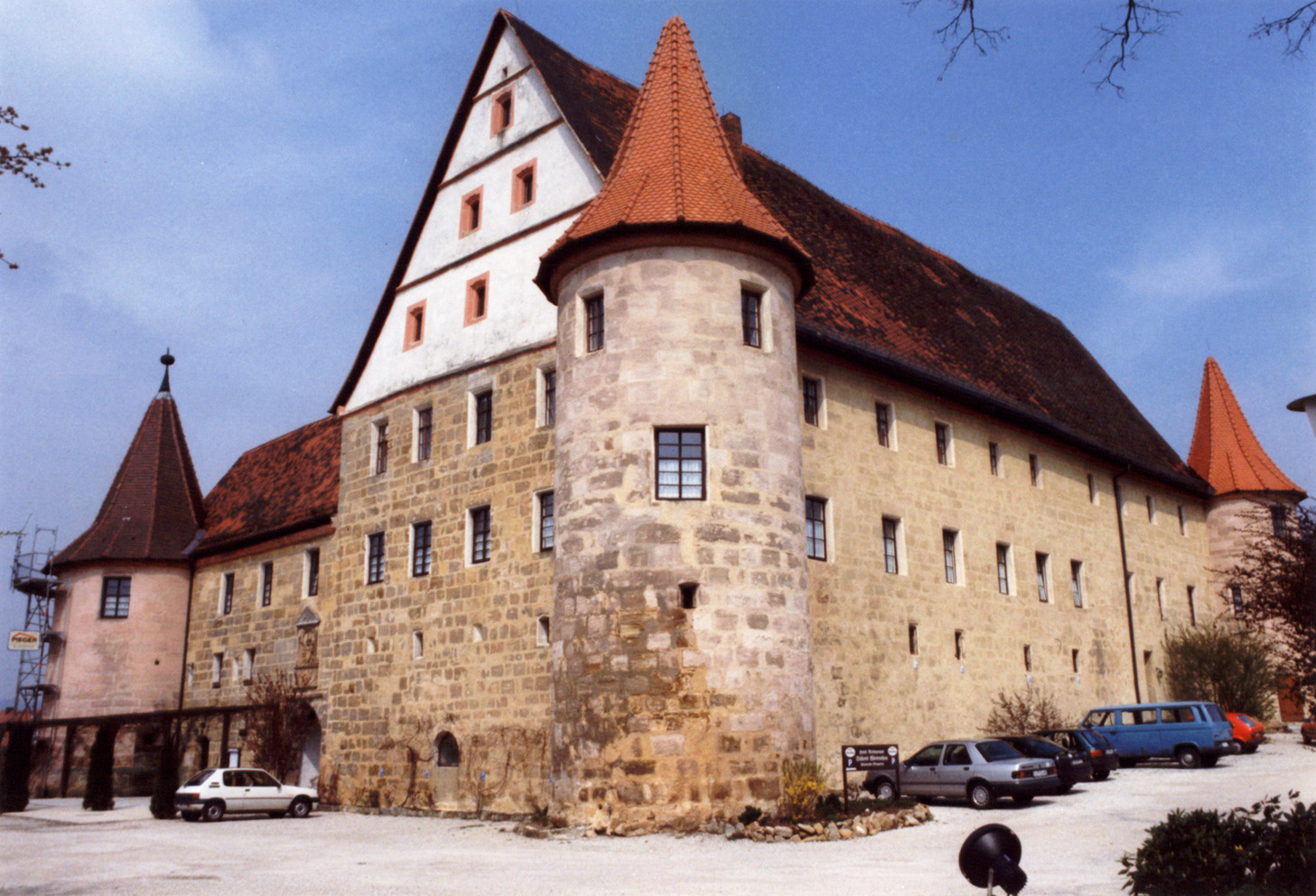
Die Südostecke von Schloss Wiesenthau

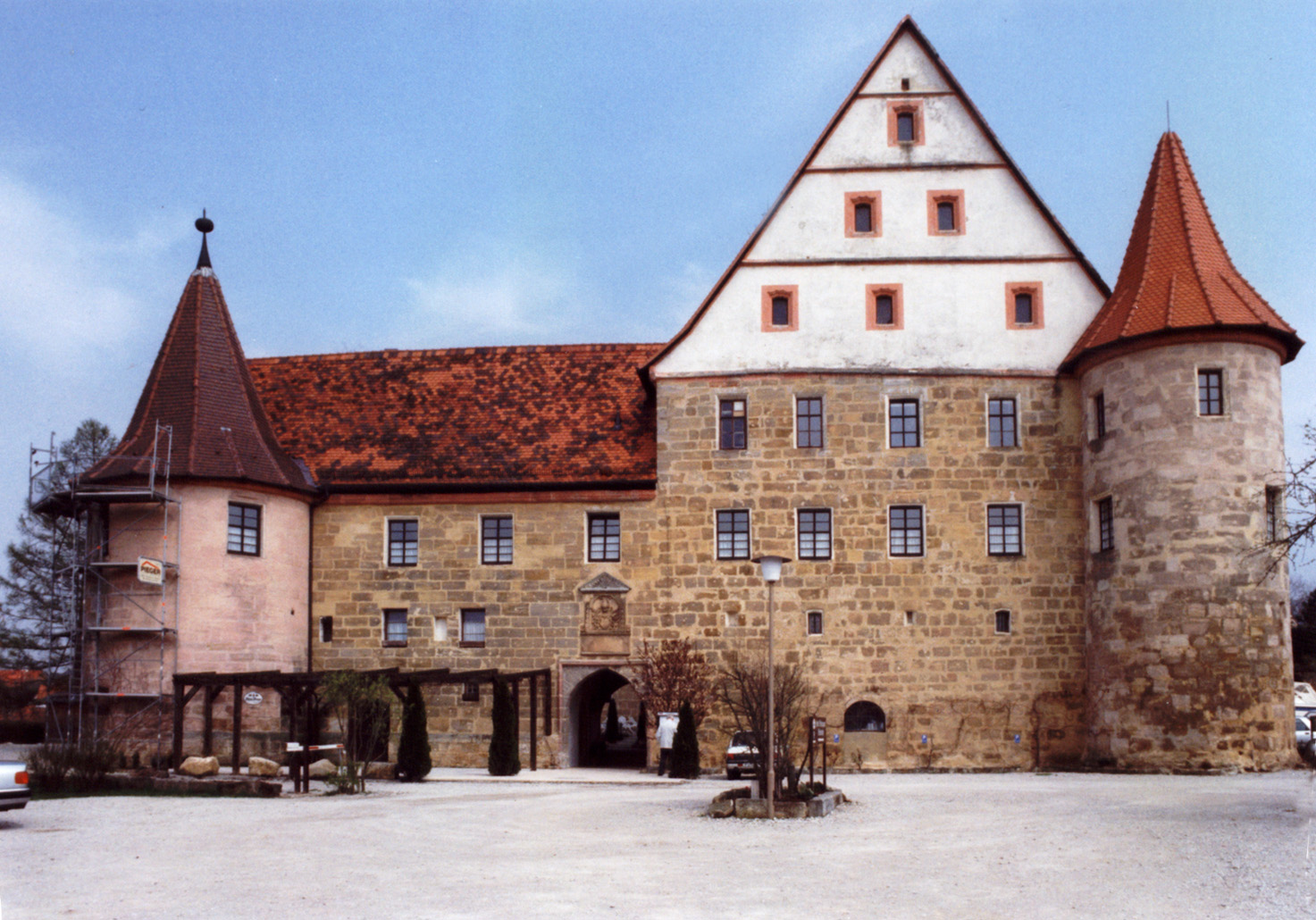
Die Südseite des Schlosses

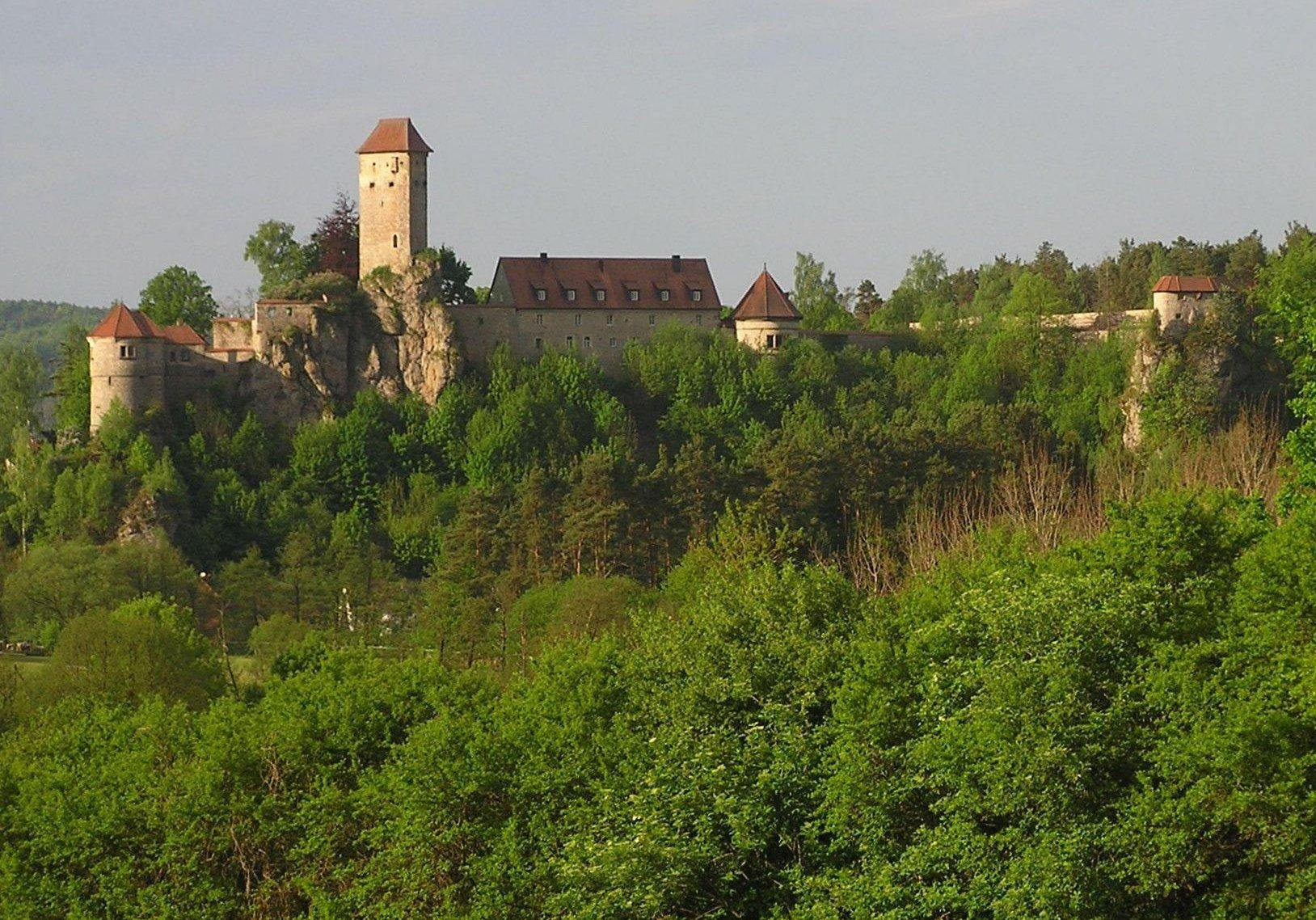
Burg Veldenstein in der Hersbrucker Schweiz

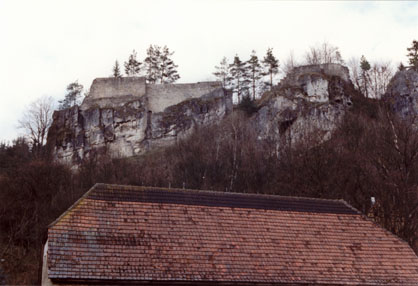
Burgruine Wolfsberg vom Ort aus gesehen

Die Familie von Wiesenthau ist ein altes fränkisches Adelsgeschlecht.

## Geschichte

### Ursprung und Stammsitz
Die Familie von Wiesenthau war von 1128 bis zu ihrem Aussterben 1814 verbunden mit dem Ort Wiesenthau - heute eine Gemeinde im oberfränkischen Landkreis Forchheim. Die Familie von Wiesenthau gehörte dem Ritterkanton Gebürg an.
Ursprünglich freieigener Besitz der Familie von Wiesenthau, wurde am 25. Juni 1379 ein Teil der Stammburg Wiesenthau an das Hochstift Bamberg verkauft. In der folgenden Zeit kam die Burg vollständig unter Bamberger Lehnshoheit. 1397 scheinen die Brüder Heinrich und Hartung von Wiesenthau mit den mit ihnen verwandten Herren von Cronheim im Streit gelegen zu haben. Dabei brannten sie dort die Zehntscheune nieder und bezogen das Schloss Cronheim, welches daraufhin als Raubritternest verschrien war, bis 1403 der Nürnberger Burggraf Johann III. auszog und das Schloss niederbrannte. Danach bauten die ursprünglichen Eigentümer, die Herren von Cronheim, das Schloss wieder auf. Die Herren von Wiesenthau saßen danach wohl wieder auf ihrer Stammburg, die 1430 durch die Hussiten schwer beschädigt wurde. Eine weitere Zerstörung erfolgte im Bauernkrieg 1525. Einen grundlegenden Umbau erfuhr die Burg 1566. Abgesehen von einem kurzen Zeitraum war die Anlage – oder zumindest ein Teil von ihr – bis zum Aussterben der Familie von Wiesenthau im Jahre 1814 immer in deren Besitz. Bei dem heutigen Bau handelt es sich um eine dreiflügelige Anlage mit vier Ecktürmen aus der Mitte des 16. Jahrhunderts. Vorhanden sind ferner Reste einer Umfassungsmauer. Nach einer umfassenden Sanierung in den Jahren 1985 bis 1992 wird die Anlage heute als Gasthof und Hotel genützt.

### Verbreitung
Schloss Hundshaupten wurde erstmals als Burg 1369 im Besitz der Herren von Wiesenthau erwähnt. Burg Veldenstein war ebenfalls kurze Zeit in ihrem Besitz. Letzter Pfandinhaber der Burg Wolfsberg war ab 1568 Wilhelm von Wiesenthau. Unter ihm wurde die Burg vernachlässigt, so dass sie beim Heimfall an das Hochstift im Jahre 1609 unbewohnt und verwahrlost war. Im Dreißigjährigen Krieg kam es 1631–1632 durch die Schweden und 1633 durch tillysche Reiter und kurbayerische Truppen zu weiteren Zerstörungen.
Die Familie von Schöffstall war bis zu ihrem Aussterben 1544 Besitzer von Reckendorf. Durch Heirat ging das spätere Rittergut an die Freiherren von Wiesenthau über und fiel nach der Mediatisierung durch Bayern bei Grenzbereinigungen 1810 an das Großherzogtum Würzburg (Großherzog Ferdinand III. (Toskana)), mit welchem es 1814 schließlich an Bayern zurückfiel.
Mehrere Familienmitglieder waren in diversen Fehden mit der Reichsstadt Nürnberg verwickelt.
Die Familie von Wiesenthau war unter anderem mit dem Geschlecht der von Sparneck verwandt.

## Wappen
Das Wappen zeigt auf goldenem Grund einen senkrechten roten Balken bestehend aus Rauten. Elemente des Wappens finden sich in dem heutigen Gemeindewappen von Wiesenthau.

Wappen der Gemeinde Wiesenthau
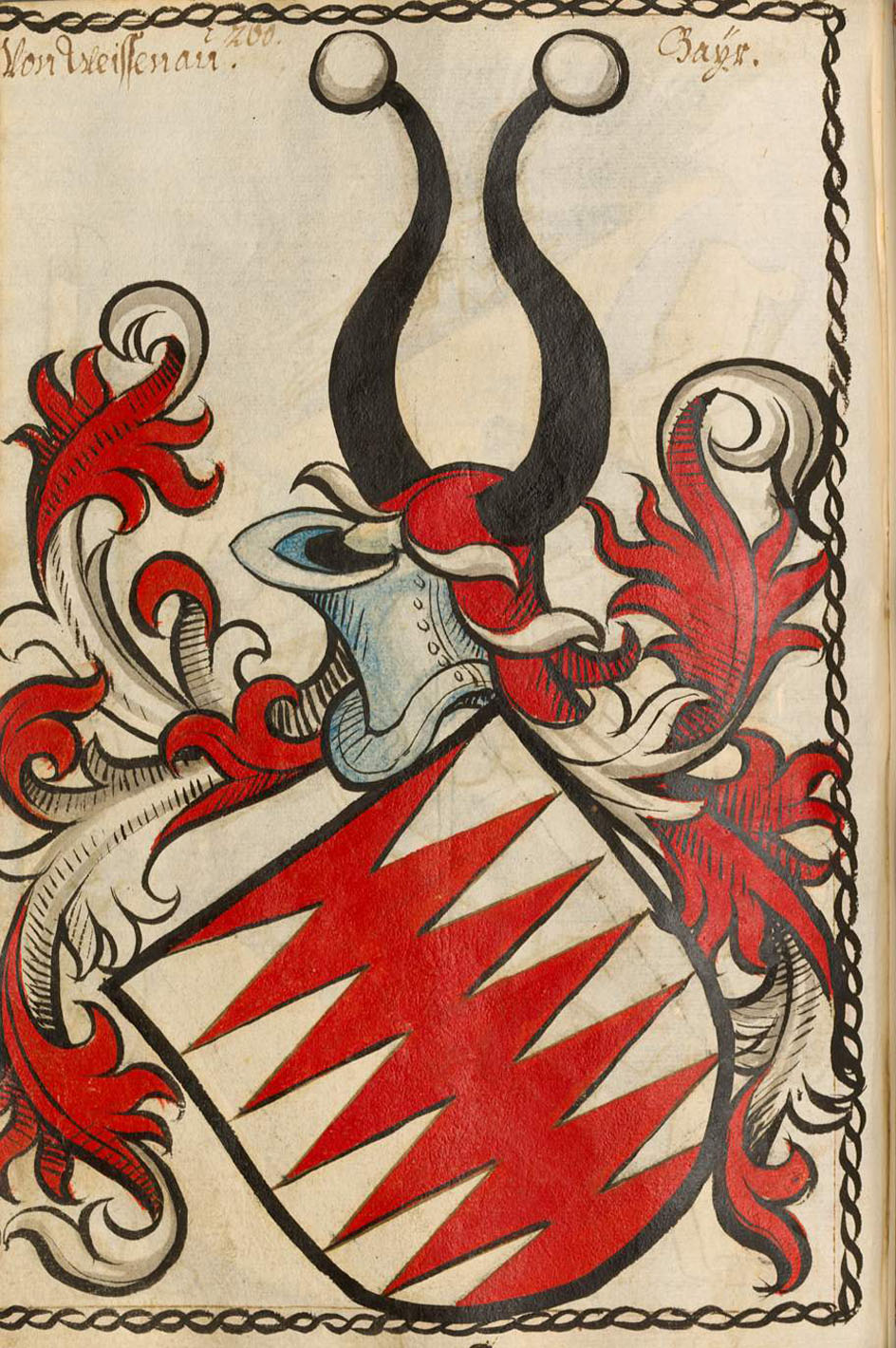
Wappen aus dem Scheiblerschen Wappenbuch mit Zuordnung „Weissenau“ und Bayern